# Johann Kernaul
Johann Kernaul (?–?) byl bavorský strojní technik, podnikatel a vynálezce druhé poloviny 19. století.

## Firma J. Kernaul & Comp.

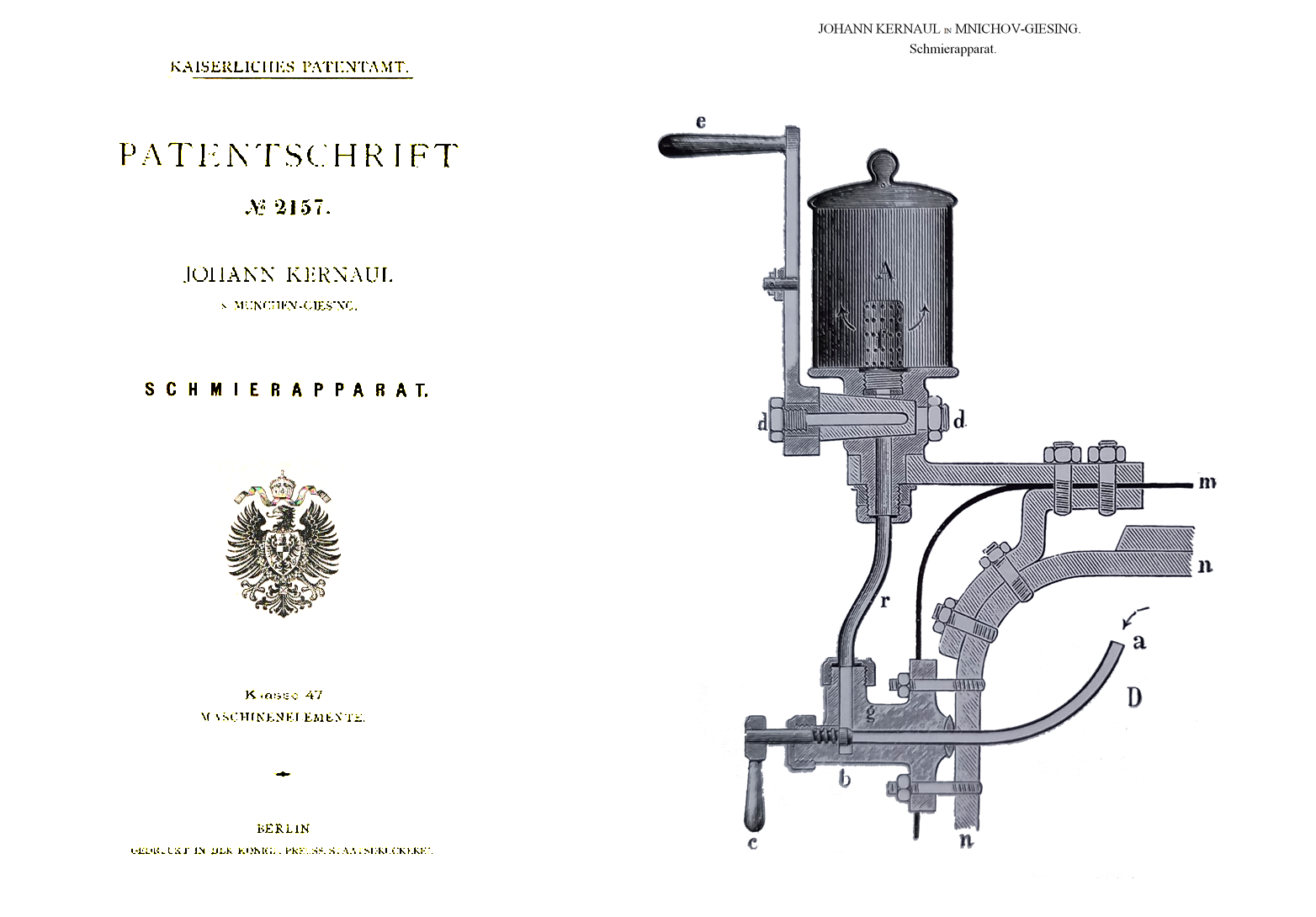
Kernaulova maznice: D - parní prostor skříňového kotle, A - nádobka s olejem, a - ostrá pára, d - kuželka kohoutu s dvojitým vrtáním, n - stěna a strop kotle, m - opláštění kotle, g,b,c - jehlový ventil přívodu ostré páry

J. Kernaul působil  od roku 1868 jako vedoucí výroby v lokomotivce Georga Krausse v Mnichově. V roce 1875 založil komanditní společnost Lokomotiv-, Maschinen- & Kessel-Fabrik J. Kernaul & Comp., která se zakoupila nebo kapitálově vstoupila do strojírny Ungerer v Mnichově-Giesingu, ul. Birkenleiten 1/0. Jeho působení ve funkci ředitele a majitele dle všeho skončilo někdy kolem roku 1880.

Firma pod Kernaulovým vedením dodala zákazníkům jen několik malých parních lokomotiv (dle různých pramenů 5 až 15 kusů). Zdokumentovány jsou dodávky dvou dvouspřežních strojů - jeden firmě S.H. Gutmann v Belišće pro slavonskou Drávskou údolní dráhu roku 1876 (na rozchod 1000 mm), a jeden kus na normální rozchod pro Hornohesenskou dráhu z roku 1877.

## Kernaulova maznice
Roku 1877 si J. Kernaul nechal patentovat mazací zařízení, umožňující centrální mazání válců a šoupátek parního stroje oproti stávající praxi i za provozu - tzv. Kernaulovu maznici. Aparát byl od 80.let 19.století až do příchodu lubrikátorů a mazacích lisů hojně využíván na parních lokomotivách a ve své době znamenal přínos ke zjednodušení obsluhy a zvýšení provozní spolehlivosti.
Jádrem zařízení byl kohout s dvojitým vrtáním, na který byla napojena nádobka na olej, přívod ostré páry z kotle a vývod k mazanému místu. V jedné poloze do dutiny kohoutu natekl olej, po jeho otočení do druhé polohy mohla být dávka maziva parou vytlačena do mazacího vývodu. Každý válec měl vlastní kohout, ovládány byly společně jedním táhlem. Mazalo se při uzavřeném regulátoru a otevřeném připouštěcím parním ventilu.